# Camptopoeum nasutum
Camptopoeum nasutum là một loài Hymenoptera trong họ Andrenidae. Loài này được Spinola mô tả khoa học năm 1838.